# Anne Torcapel
Anne Torcapel, née le 25 novembre 1916 aux Eaux-Vives et morte le 29 janvier 1988  à Genève, est une architecte suisse.

## Biographie
Anne Torcapel naît dans une famille genevoise protestante, tournée vers les arts. Son père, John Torcapel (de) est architecte, peintre et enseignant à l'École supérieure des beaux-arts de Genève. Sa mère Marthe (née Berthoud) est musicienne. La famille s’enracine dans le quartier de Florissant-Malagnou. La jeunesse d’Anne Torcapel reste méconnue. 
Elle se forme dans les années 1930, puis œuvre comme architecte dès les années 1940 et jusqu’au milieu des années 1980, quasi exclusivement dans le canton de Genève. Sa clientèle la décrit comme une femme à fort caractère, généreuse, peu intéressée aux questions administratives, mais pourvue d’une grande autorité sur les corps de métier et très scrupuleuse en termes de construction et de matériaux.
En parallèle à son activité professionnelle, Anne Torcapel s’engage dans les milieux philanthropiques féminins, en particulier au Soroptimist Club ; elle sera même présidente et gouverneure de l’Union suisse des Soroptimistes en 1952-1953.
Restée célibataire, elle meurt à Genève, le 29 janvier 1988. Son bureau et son appartement se situaient à la rue Pédro-Meylan 2, immeuble qu’elle avait construit à l’emplacement de l’ancienne villa familiale. Sa tombe se trouve au cimetière de Thônex, avec celle de ses parents. 

## Formation et carrière
Anne Torcapel obtient un certificat de capacité à l’École supérieure des beaux-arts de Genève en 1937, puis un diplôme de dessinatrice-architecte en 1938, qu’elle complète aux Cours industriels du soir par un certificat de métré industriel du bâtiment et du bois en 1943.
Dès les années 1940, elle travaille aux côtés de son père et collabore avec une autre pionnière de l’architecture, Marie-Louise Leclerc (1911 – 2001), elle aussi fille d’architecte qui œuvre avec son père Antoine Leclerc. Anne Torcapel s’associe avec son père John Torcapel en 1953, puis reprend seule la conduite du bureau dès les années 1960.
Elle est parmi les premières femmes formées à ce métier en Suisse à diriger son propre bureau. On lui doit une centaine d’interventions (transformations et rénovations incluses), presque uniquement consacrées au logement (immeubles et villas), du logement social au très haut standing, à l’exception de quelques réalisations de type parascolaire et sanitaire.
Son bureau se composait d’un nombre réduit de collaborateurs, entre deux et cinq personnes. En 1986, affaiblie dans sa santé, Anne Torcapel s’associe d’ailleurs avec ses deux plus proches collaborateurs : Yves Rochat et Jean-Pierre Gebel.
Anne Torcapel n’a jamais été membre des associations professionnelles d’architectes. Le réseau dont elle disposait à titre personnel, notamment par son engagement dans les cercles féminins, mais également la clientèle « héritée » de son père, qui était également bien intégré dans les milieux protestants, lui assurèrent des contacts en suffisance. Elle ne prit pas part à des concours. Parmi ses collaborations, on citera le célèbre paysagiste Walter Brugger (1924 – 2002). 
Elle est parmi les premières femmes formées à ce métier en Suisse à diriger son propre bureau. Sa carrière a surtout porté sur le logement, avec une trentaine de villas familiales, dont certaines de très haut standing, ainsi que six immeubles à caractère social. Elle a également conduit des rénovations et transformations, notamment dans la vieille-ville de Genève.

## Réalisations architecturales
La carrière d’Anne Torcapel s’étend sur une quarantaine d’années. Un inventaire de 2012 porte le nombre de ses interventions à 111, soit 47 villas, 16 allées d’immeubles, 17 constructions d’un autre type, 22 transformations de villas, 7 transformations d’immeuble et 3 aménagements intérieurs.
Anne Torcapel a travaillé pour de grandes familles genevoises, notamment dans la construction de villas : Bodmer, Dottrens, Le Coultre, de Marignac, Naef, Odier, Pictet, de Saussure, etc. Elle a aussi, plus au début de sa carrière, pris part à des projets d’accès à la propriété pour des familles plus modestes. Ses immeubles se scindent également en deux catégories : outre des immeubles de logement social, parmi les premiers HLM du canton de Genève, elle a initié des immeubles d’habitation pour femmes seules ou ayant charge de famille, pour le Centre de liaison des associations féminines genevoises, en marge d’immeubles de très grand standing.
Loin d’être une avant-gardiste, Anne Torcapel a essentiellement donné suite aux souhaits de sa clientèle, d’un goût traditionnel. Les villas de familles aux moyens aisés, ou très aisés, illustrent le type même de la villa de campagne genevoise : plan en rectangle (parfois en L, S ou U dans les cas d’opulence), imposantes toitures à pans coupés, souvent prolongés de coyaus, tuilage plat et polychrome, façades claires rythmées par des fenêtres et portes-fenêtres, fenêtres à la Mansart, volets sombres (souvent verts). Le plan est alors inspiré des conventions bourgeoises du XIXe siècle, où sont distingués les espaces de réception, le bloc de service et les espaces privés des propriétaires.
Pour les transformations, Anne Torcapel prend soin de dénoncer ses interventions par des détails d’architecture, afin que les ajouts puissent être identifiés sur le bâtiment original. Plusieurs interventions portent sur des immeubles de la vieille-ville de Genève ou du quartier des Tranchées.

## Liste de ses principales réalisations
- 1945-1948 : rénovations et transformations à la Taverne de la Madeleine (Genève) – avec Marie-Louise Leclerc
- 1950-1956 : agrandissement de la maternité de Genève (aile ouest et policlinique, rendant possible la présence des pères durant l’accouchement, détruit en 2013) – avec Marie-Louise Leclerc
- 1951 : annexe et transformation au préventorium de la Rochette (Longirod) (bâtiment reconverti)
- 1953 : transformation de la pouponnière de l’École Le Bon Secours (Genève)
- 1954 : série de villas sur plan avec l’ingénieur Lucien Duflon
- 1955-1957 : première villa de l’écrivaine Alix de Watteville (Cologny)
- 1958 : aménagement intérieur de la Boutique genevoise de la SAFFA 58 (Zurich)
- 1959 : deuxième villa de l’écrivaine Alix de Watteville (Chêne-Bougeries)
- 1959 : ailes, dépendance, piscine et pavillon de jardin au Château de Chignan (Vernier)
- 1960-1968 : complexe immobilier de l’avenue Krieg et de la rue Pédro-Meylan (Genève) – avec Alfred Damay
- 1961-1962 : troisième villa de l’écrivaine Alix de Watteville (Cologny)
- 1961-1962 : immeuble social de logements pour femmes seules (quai des Vernets 5-7, Genève)
- 1962 : colonie de vacances « Le Clos des Sapins » (Saint-Cergue)
- 1962-1963 : silo et agrandissement des Moulin et Boulangerie de La Pallanterie (La Pallanterie)
- 1962-1963 : immeubles HLM pour la Paroisse protestante (chemin François-Chavaz 3-5, Onex)
- 1963-1964 : villa Bodmer
- 1964 : villa Dottrens
- 1964 : temple d’Onex – avec John Torcapel
- 1966 : villa Odier
- 1968 : immeuble résidentiel (rue Pédro-Meylan 2, Genève)
- 1970 : galerie souterraine de la Fondation Martin Bodmer (Cologny, détruite en quasi-totalité)
- 1970-1972 : villa de Marignac
- 1972-1974 : immeubles HLM pour la Paroisse protestante (route de Chancy 126-128, Onex)
- 1978 : transformation au Château de Crans
- 1978-1979 : immeuble résidentiel (rue Pédro-Meylan 4, Genève)
- 1979-1980 : villa Schluep
- 1979-1980 : transformations au Château Le Fief (Chéserex)
- 1981-1982 : immeuble social de logement pour femmes seules (avenue de Chamonix 5-7, Genève)
- 1986 : villa Aeschimann

(Contrairement à une affirmation réitérée, Anne Torcapel n’a jamais construit d’établissement pour personnes âgées.)

## Sources
- Erica Deuber Ziegler et Natalia Tikhonov, Les femmes dans la mémoire de Genève du XVe au XXe siècle, Genève, Éditions Suzanne Hurter, 2006, 305 p.
- Guy Chevalley (sous la direction de Leïla el-Wakil), La carrière de l'architecte genevoise Anne Torcapel. Tentative d'inventaire (mémoire de maîtrise), Université de Genève, 2012 (lire en ligne)